# Uteroplazentare Dysfunktion
Von einer uteroplazentaren Dysfunktion spricht man, wenn während einer Schwangerschaft die normale Funktion von Mutterkuchen und Gebärmutter im Stoffwechsel nicht gegeben ist. Sie stellt die wichtigste Ursache für eine intrauterine Mangelentwicklung des Fetus dar. Die Ursachen sind noch nicht vollständig erforscht, jedoch werden unspezifische mütterliche Abwehrmechanismen als Ursache angesehen. Der Trophoblast wächst dabei nur mangelhaft in die Gebärmutterwand ein, so dass der Gas- und Nährstoffaustausch zwischen Mutter und Fetus (via Mutterkuchen und Gebärmutterwand) beeinträchtigt ist. Außerdem scheint bei den betroffenen Feten auch die Zytokinproduktion verändert zu sein. 
Die Folgen sind oft ein Wachstumsrückgang, zum Teil Präeklampsie und Abruptio placentae.